# Adamari López
Adamari López Torres (Humacao, 18 de mayo de 1971) es una actriz y presentadora de televisión puertorriqueña, famosa por participar en varias telenovelas. Es conocida gracias a las telenovelas Camila, Amigas y rivales, Gata salvaje, Mujer de madera y Alma de hierro.

## Biografía

### Primeros años y carrera
Comenzó su carrera a la edad de seis años, junto a la actriz puertorriqueña Johanna Rosaly y el cantante venezolano José Luis Rodríguez, en la producción de Telemundo de la novela Cristina Bazán. Después fue elegida para el papel como hija de Iris Chacón en la novela Yo sé que mentía, ella tenía entonces nueve años y se le dio uno de los papeles más importantes de la novela.
En 1983 le fue otorgado un pequeño papel de dos capítulos en Vivir para ti, y después de eso decidió dedicarse a sus estudios. Se graduó con un Bachillerato en Comunicaciones de la Universidad de Sagrado Corazón en Santurce, Puerto Rico.
En la adultez, ella volvió a participar en varias obras en el Teatro Tapia de Puerto Rico, el teatro más antiguo de San Juan, allí, capturó la atención de productores mexicanos que la invitaron a viajar a su país para audicionar en las novelas mexicanas. Ella viajó a México y trabajó en varias de las novelas principales, incluyendo Amigas y rivales, que le otorgó fama en ese país. 
López también participó en Mujer, casos de la vida real, donde hizo el papel de una víctima de violación que luego se convierte en una lesbiana.
En 2004, López participó en la telenovela Mujer de madera, producida por Emilio Larrosa y protagonizada por Ana Patricia Rojo y Jaime Camil.
Después de vencer el cáncer de mama, en 2007, retomó su carrera en la telenovela Bajo las riendas del amor, en dónde interpreta a una villana.
En 2008 formó parte de la telenovela producida por Televisa Alma de hierro, donde interpretó a una mujer obsesionada y ambiciosa con uno de los hijos de la familia Hierro Sebastián interpretado por Jorge Poza. 
En 2011 formó parte de la segunda temporada de Mira quién baila, siendo ella la ganadora.
Se anunció que en julio de 2012 la actriz comenzaría a trabajar en el programa diario Un nuevo día de Telemundo.

### Vida personal
Estuvo casada con el cantante Luis Fonsi; se conocieron en México en 2001 y fue solo hasta 2003 que se reencontraron en Estados Unidos, él promocionando un disco y ella de gira con la telenovela Gata salvaje. En 2004 anunciaron su compromiso, casi al mismo tiempo que ella anunció que tenía cáncer de seno. El enlace matrimonial se llevó a cabo el 3 de junio de 2006 en Puerto Rico.
El 8 de noviembre de 2009, López y Fonsi enviaron un comunicado de prensa donde anunciaban su separación.
A mediados de 2011 confirmó su relación con el bailarín español, Toni Costa. Ambos se conocieron en el programa Mira quien baila, en donde Toni era la pareja de baile de Adamari. En el 2014 justo el día del cumpleaños de Adamari López, se comprometió con su pareja. 
El 19 de septiembre de 2014, a través de un comunicado de prensa, Adamari López anunció su primer embarazo junto a su prometido, el bailarín y coreógrafo español Toni Costa. El 13 de noviembre del mismo año, la actriz compartió que está embarazada de una niña, la cual recibirá el nombre de “Alaïa”.
El 4 de marzo de 2015, la actriz anuncio a través de su cuenta de Twitter el nacimiento de su primera hija Alaïa en Miami.

### Cáncer
El 22 de marzo de 2005, López llevó a cabo una conferencia de prensa en San Juan, para anunciar que le habían diagnosticado cáncer de mama. Se anunció en la misma que Luis Fonsi cancelaría su gira internacional de 2005 para estar a su lado. Se esperaba que ella se recuperase, su cáncer fue detectado en la "etapa 1", que es un estado muy temprano y el cáncer no se había extendido a otras partes de su cuerpo. El 31 de mayo tuvo una cirugía exitosa. Durante 2006, se divulgó que ella está libre de cáncer.

## Filmografía

### Telenovelas
- La fan (2017) - Carmen Córdoba
- Alma de hierro (2008-2009) - Rita Anguiano
- Bajo las riendas del amor (2007) - Ingrid Linares Nieto
- Mujer de madera (2004-2005) - Lucrecia "Luz" Santibáñez Villalpando
- Gata salvaje (2002-2003) - Karina Ríos Rodríguez
- Amigas y rivales (2001) - Ofelia Villada Rubalcava
- Locura de amor (2000) - Carmen Ruelas
- Camila (1998-1999) - Mónica Iturralde
- Sin ti (1997-1998) - María Elena Izaguirre de Lujan
- Al son del amor (1995) - Beatriz
- Señora tentación (1994)
- Tres destinos (1993)
- La charca (1992) - Silvina
- Yo sé que mentía (1982)
- Cristina Bazán (1978)

### Cine
- La noche que tumbaron al campeón (2002) - Verónica
- Síganme los buenos (2000)
- Paradise Lost (1999) - Dulce
- La noche en la que apareció Toño Bicicleta (1997)
- Héroes de otra patria (1996) - Esther Torres
- Linda Sara (1994) - Tita
- La guagua aérea (1993)

### Programas
- ¿Quién caerá? (2024) - Presentadora[10]
- Hoy día (2012-2023)
- Así se baila (2021) - Jurado[11]
- Mira quién baila (2011) - Segunda temporada, participante: Ganadora.

## Premios y nominaciones

### Premios TVyNovelas
| Año  | Categoría               | Telenovela                | Resultado |
| ---- | ----------------------- | ------------------------- | --------- |
| 2009 | Mejor actriz antagónica | Alma de hierro            | Nominada  |
| 2008 | Mejor actriz antagónica | Bajo las riendas del amor | Nominada  |
| 2005 | Mejor actriz de reparto | Mujer de madera           | Nominada  |
| 1999 | Mejor villana           | Camila                    | Nominada  |

### Premios ACE2009
| Categoría     | Telenovela     | Resultado |
| ------------- | -------------- | --------- |
| Mejor villana | Alma de hierro | Ganadora  |